# Ancienne cour des comptes des ducs de Bourbon
L'ancienne cour des comptes des ducs de Bourbon est située sur la commune de Moulins (France).

## Localisation
L'ancienne cour des comptes est située sur la commune de Moulins, dans le département de l'Allier, en région Auvergne-Rhône-Alpes.

## Description
Bâtiment englobé dans le tissu urbain, avec une facade donnant sur le jardin, une autre sur une petite impasse, les deux autres étant mitoyennes avec d'autres bâtiments. L'intérieur possède un décor sculpté. Il s'agit d'une grande pièce rectangulaire, comportant deux travées voûtées d'ogives, séparées par un arc doubleau. Les nervures sont reçues sur six culots sculptés, ornés de feuillages ajourés ; ceux du centre portant un blason ont été martelés pendant la Révolution. Les deux clés de voûtes marquant le centre des travées ont été également ornées de blasons, et épargnées par la Révolution.

## Historique
D'après la tradition, l'édifice serait l'ancienne cour des comptes des ducs de Bourbon, créée en 1374 par Louis II. Après diverses destructions (incendies aux XVIe siècle et XVIIIe siècle) , la pièce servant actuellement de remise semble être l'unique témoignage d'un ensemble plus important.
L'édifice est inscrit au titre des monuments historiques par arrêté du 28 avril 1986.

## Galerie

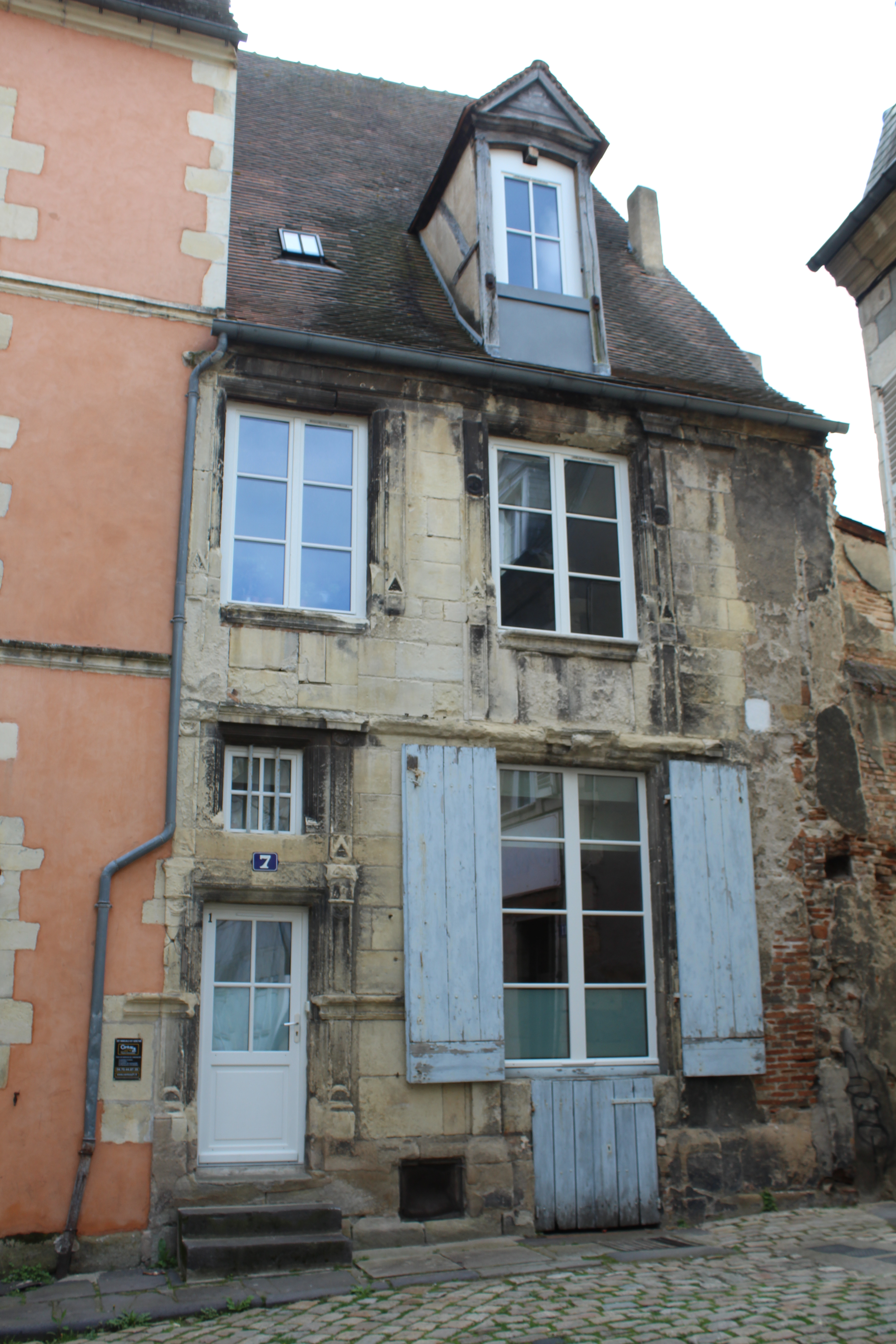
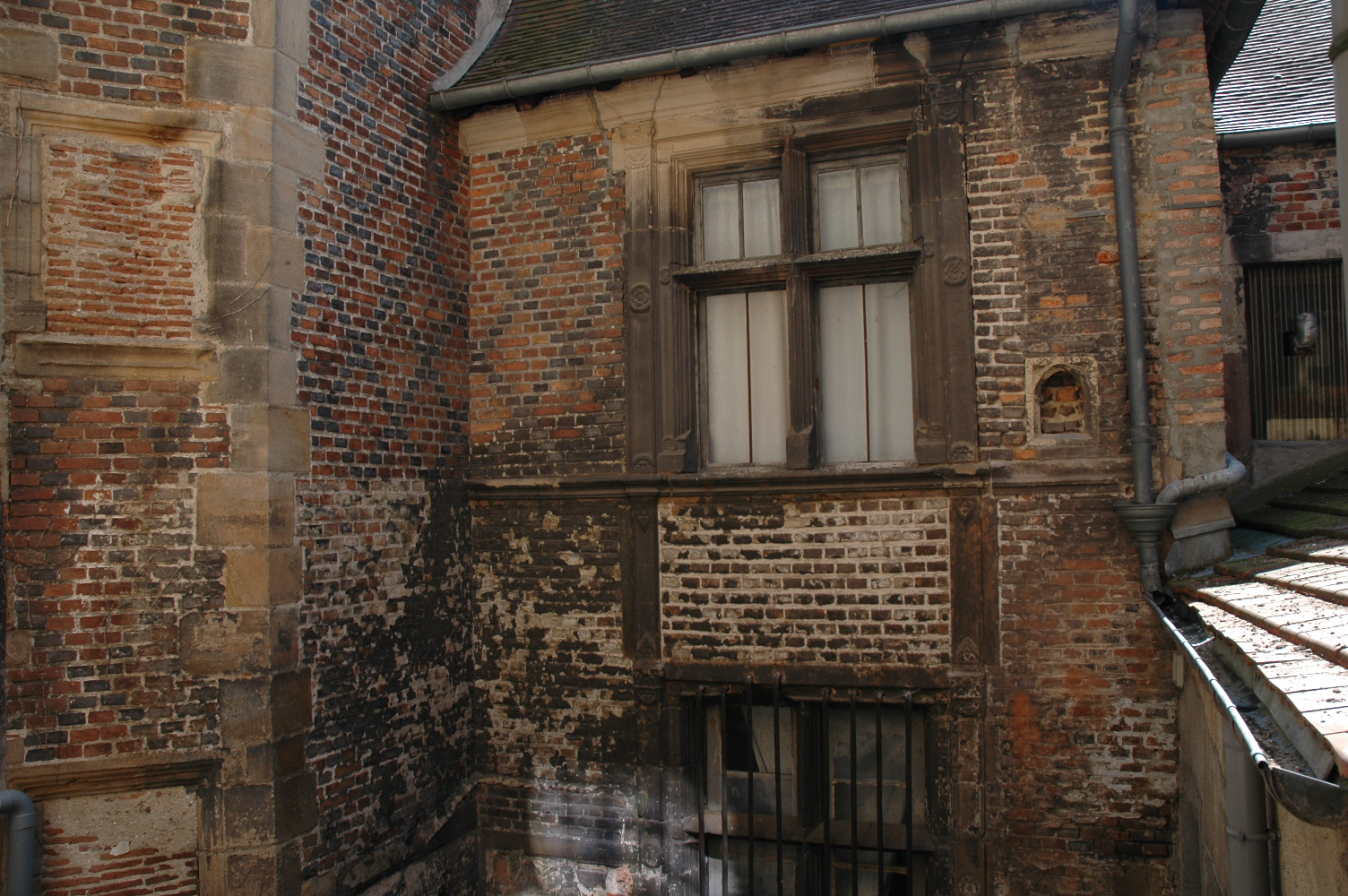
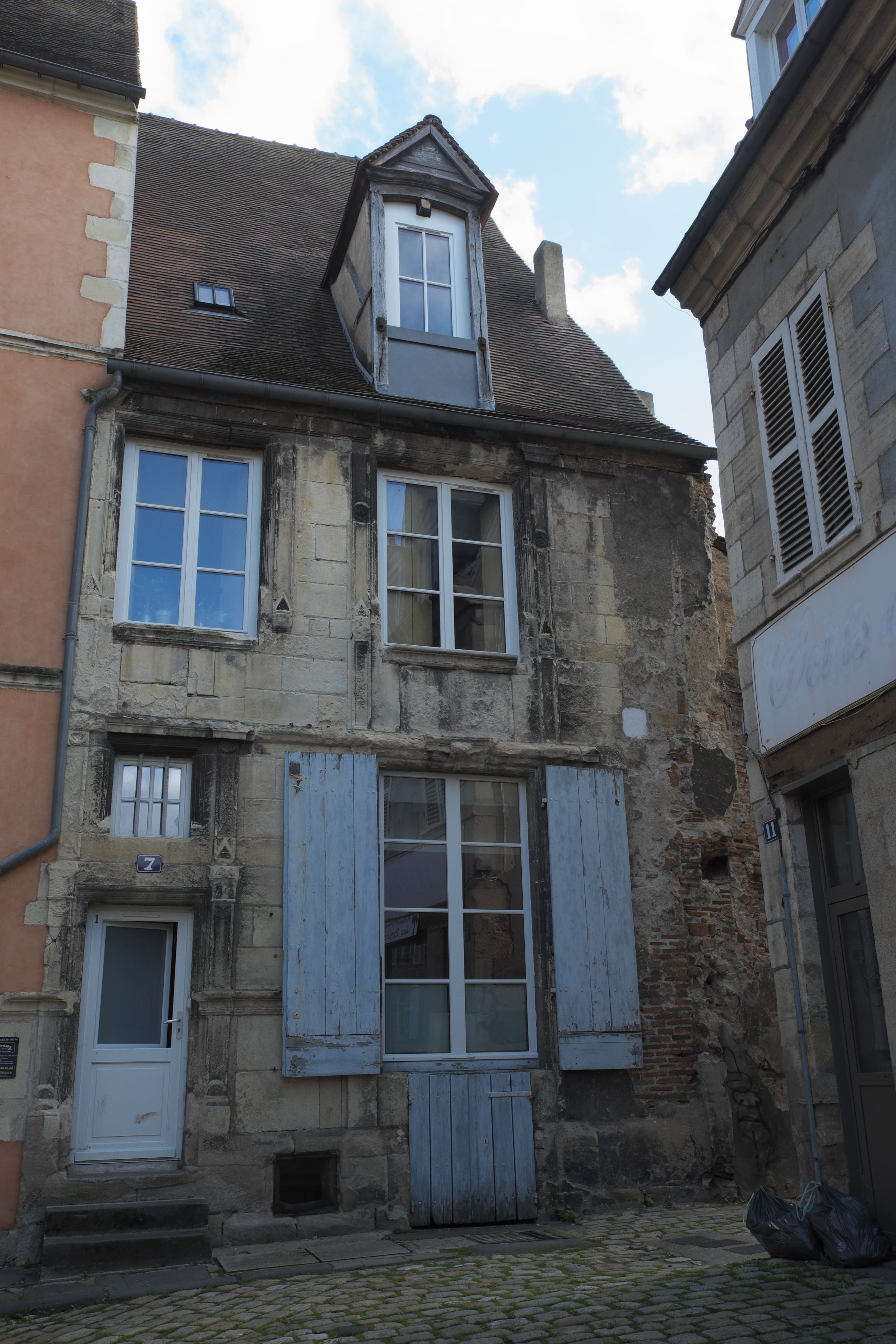